# محمدآباد عبدالنبی
محمدآباد عبدالنبی روستایی در دهستان چاه احمد بخش نازیل شهرستان تفتان استان سیستان و بلوچستان ایران است.

## جمعیت
بر پایه سرشماری عمومی نفوس و مسکن در سال ۱۳۹۵ جمعیت این روستا ۹۳ نفر (۲۱خانوار) بوده‌است.